# Люистън
 Тази статия е за града в Айдахо.  За града в Юта вижте Луистън (Юта).  
Люистън (на английски: Lewiston) е град в окръг Нез Пърс, щата Айдахо, САЩ. Луистън е с население от 31 293 жители (2006) и обща площ от 44,5 km². Намира се на 227 m надморска височина. ЗИП кодът му е 83501, а телефонният му код е 208.